# Chvalíkovice
Obec Chvalíkovice (v místním nářečí Chvalkovice, německy Chwalkowitz) se nachází v okrese Opava v Moravskoslezském kraji. Žije zde 696 obyvatel.

## Historie
První písemná zmínka o obci pochází z roku 1445. Krátce nato se Chvalíkovice stávají majetkem kostelů (sv. Vojtěcha a sv. Jiří) a majitele postupně měnily až do zrušení poddanství. Chvalíkovice byly vždy ryze českou obcí. Matky dětí obecné školy si dokonce v průběhu 2. světové války vynutily existenci české školy v obci. Během osvobozovacích bojů na konci druhé světové války byla obec značně poškozena. Celá řada občanů v jejich průběhu přišla o život. Dne 24. dubna 1945 byly Chvalíkovice osvobozeny Rudou armádou. Zničené Chvalíkovice nalezly po skončení II.světové války obětavou pomoc v představitelích a řadových občanech města Železný Brod, kteří poskytli chvalíkovickým nezištnou materiální podporu a přiložili ruku k dílu při odstraňování následků války. Toto „kmotrovství“, které vzniklo v roce 1946, se postupně změnilo v přátelství mezi představiteli, organizacemi a občany obou obcí.
V roce 1976 se Chvalíkovice stávají součástí velké Opavy, jejíž městskou částí zůstávají až do roku 1991, kdy se občané v referendu opět vyslovili pro samostatnou existenci obce. Obec je spádována na Opavu, ale historické vazby má také k Hradci nad Moravicí, pod jehož farnost stále patří.

## Školství v obci
V roce 1860 byla uprostřed návsi postavena malá přízemní škola a naproti ní v roce 1865 kaple sv. archanděla Michaela. Protože stará škola přestala vyhovovat, nahradila ji v roce 1926 dvoutřídní jednopatrová škola pro nižší stupeň. Místní žáci navštěvovali nejdříve školu v Hradci nad Moravicí. Od roku 1780 školu ve Vršovicích a od roku 1860 do roku 1979 navštěvovaly nižší ročníky vlastní školu ve Chvalíkovicích. Po odchodu žáků ZŠ do nově vybudované základní školy v Raduni začíná prostory místní školy využívat mateřská škola. Ta předtím sídlila ve víceúčelovém objektu společně se školní jídelnou, místním národním výborem a jedním bytem. Objekt byl předán do užívání v roce 1973. Uvolněné prostory od roku 1993 slouží zdravotnímu středisku a kadeřnictví.

## Obyvatelstvo
Obec byla založena a trvale osídlena výhradně českým obyvatelstvem. V roce 1770 bylo 31 domovních čísel, v roce 1910 pak 59 domovních čísel, 103 rodin a 452 obyvatel a v roce 2003  bylo v obci 165 domovních čísel a 673 trvale přihlášených obyvatel.
K 1. 1. 2023 žilo v obci 703 obyvatel.
| Rok        | Počet obyvatel [k 1. 1.] |
| 1971       | 582                      |
| 1972       | 579                      |
| 1973       | 573                      |
| 1974       | 592                      |
| 1975       | 611                      |
| 1976       | 617                      |
| 1992       | 649                      |
| 1993       | 649                      |
| 1994       | 646                      |
| 1995       | 652                      |
| 1996       | 646                      |
| 1997       | 654                      |
| 1998       | 653                      |
| 1999       | 673                      |
| 2000       | 678                      |
| 2001       | 680                      |
| 2002       | 681                      |
| 2003       | 680                      |
| 2004       | 680                      |
| 2005       | 687                      |
| 2006       | 696                      |
| 2007       | 697                      |
| 2008       | 702                      |
| 2009       | 696                      |
| 2010       | 693                      |
| 2011       | 701                      |
| 2012       | 698                      |
| 2013       | 694                      |
| 2014       | 685                      |
| 2015       | 691                      |
| 2016       | 679                      |
| 2017       | 669                      |
| 2018       | 695                      |
| 2019       | 696                      |
| 2020       | 699                      |
| 2021       | 704                      |
| 2022       | 698                      |
| 2023       | 703                      |
| Zdroj: ČSÚ |                          |

Do druhé poloviny 20. století byli občané zaměstnáni převážně jako samostatní zemědělci. V 50. letech došlo k založení JZD. Místní družstvo se později stává součástí JZD se sídlem v Kylešovicích. V obci byl vybudován zemědělský areál, který byl průběžně doplňován o nové objekty, včetně kuchyně s jídelnou. V 70. a 80. letech se rozvíjí přidružená průmyslová výroba. Po roce 1989 dochází k postupné k redukci využití areálu. Část soukromých vlastníků pozemků se vrátila k zemědělské malovýrobě. V současnosti v areálu bývalého zemědělského družstva zůstala prakticky jen drobná kovovýroba.
Před rokem 1989 byl v dolní části obce jeden větší obchod se smíšeným zbožím a hostincem. V současné době existuje v obci jeden menší obchod s potravinami, dvě restaurace,  kadeřnictví, kosmetika, opravna obuvi a řemeslníci zejména z oblasti stolařství, zednických prací a autoservisu.

## Sbor dobrovolných hasičů
V roce 1895 byla postavena na horním konci hasičská zbrojnice. V současnosti má sbor 55 řádných členů, z toho 10 žen a dále i 25 mladých hasičů. Starostou SDH je v současnosti Rostislav Beinhauer. Od roku 2019 vlastní sbor nový automobil Volkswagen Crafter v úpravě DA-L1Z